# کازوما ایریفونه
کازوما ایریفونه (انگلیسی: Kazuma Irifune؛ زادهٔ ۱۵ نوامبر ۱۹۸۶) بازیکن فوتبال اهل ژاپن است.
از باشگاه‌هایی که در آن بازی کرده‌است می‌توان به باشگاه فوتبال سانفریس هیروشیما اشاره کرد.